# Tjudesnitsa
Tjudesnitsa (russisk: Чудесница, dansk Mirakuløs) er en sovjetisk komediefilm fra 1936 produceret af Mosfilm og instrueret af Aleksandr Medvedkin.

## Handling
Under en konkurrence på kollektivlandbruget om opnåelse at det bedste udbytte, antager malkepigerne en troldkvinde til at give køerne mere mælk og barnebarnet til kollektivets formand, malkepigen Zinka, opnår mirakuløst rekord store mælkeudbytter. Men hun er også forelsket ..

## Medvirkende
- Zinaida Bokareva som Zinka
- Sergej Bulaevskij som Ivan
- Jelena Ibragimova-Dobrzjanskaja som Varvara
- Zinovij Sazjin som Savva